# Christian Gyan
Christian Gyan (Tema, 2 novembre 1978 – 29 dicembre 2021) è stato un calciatore ghanese, di ruolo difensore.

## Carriera

### Club
Dopo essere cresciuto nel Gapoha, nel 1997 si trasferisce agli olandesi del Feyenoord che, dopo averlo prestato per un anno all'Excelsior (seconda squadra di Rotterdam), lo fanno poi giocare con una certa continuità per otto stagioni; fa parte della formazione che sconfigge in finale il Borussia Dortmund e vince la Coppa UEFA 2001-2002.
Nel 2006 viene ceduto di nuovo in prestito all'Excelsior, prima di chiudere il suo contratto con il Feyenoord.
Nel 2008 passa ai finlandesi del TPS.
La stagione seguente si accasa agli inglesi del Wrexham dove non scende mai in campo.
Nel 2010 si trasferisce di nuovo in Finlandia al RoPS

### Nazionale
In gioventù fece parte della spedizione ghanese al Campionato mondiale di calcio Under-17 del 1995 e poi al Campionato mondiale di calcio Under-20 1997.
Con la Nazionale maggiore ha partecipato alla Coppa d'Africa 2000.

## Palmarès

### Club

#### Competizioni nazionali
- Campionato olandese: 1

Feyenoord: 1998-1999
- Supercoppa dei Paesi Bassi: 1

Feyenoord: 1999

#### Competizioni internazionali
- Coppa UEFA: 1

Feyenoord: 2001-2002